# Dell Henderson
George Delbert "Dell" Henderson (5 de julio de 1883-2 de diciembre de 1956) fue un actor, director y guionista cinematográfico de nacionalidad canadiense, activo principalmente en la época del cine mudo.

## Biografía
Nacido en St. Thomas, Ontario (Canadá), Henderson trabajó con frecuencia con el pionero D.W. Griffith y con Mack Sennett. Tras retirarse de la dirección en 1927, Henderson volvió a dedicarse a la actuación, trabajando en varias ocasiones como personaje de contraste de comediantes como Los tres chiflados, W.C. Fields y El Gordo y el Flaco. De esas actuaciones merecen destacarse su papel de Dr. Graves en el film de Los tres chiflados Men in Black y el de Mr. Henderson en la cinta de La Pandilla Choo-Choo!.
Dell Henderson falleció en Hollywood, California, a causa de un infarto agudo de miocardio el 2 de diciembre de 1956.

## Filmografía

### Actor

#### Años 1910
| - 1908 : Monday Morning in a Coney Island Police Court - 1909 : The Salvation Army Lass, de D. W. Griffith - 1909 : The Broken Locket - 1909 : Lines of White on a Sullen Sea - 1910 : The Last Deal - 1910 : The Cloister's Touch - 1910 : The Woman from Mellon's - 1910 : The Course of True Love - 1910 : One Night and Then - 1910 : The Englishman and the Girl - 1910 : Taming a Husband - 1910 : The Newlyweds - 1910 : The Converts - 1910 : The Love of Lady Irma - 1910 : Faithful - 1910 : The Twisted Trail - 1910 : Gold Is Not All - 1910 : The Two Brothers - 1910 : A Romance of the Western Hills - 1910 : Thou Shalt Not - 1910 : The Tenderfoot's Triumph - 1910 : The Way of the World - 1910 : The Gold Seekers - 1910 : The Unchanging Sea - 1910 : Over Silent Paths - 1910 : Ramona - 1910 : The Impalement - 1910 : The Purgation - 1910 : A Child of the Ghetto - 1910 : In the Border States - 1910 : The Face at the Window - 1910 : The Marked Time-Table - 1910 : A Child's Impulse - 1910 : The Call to Arms - 1910 : Unexpected Help - 1910 : A Salutary Lesson - 1910 : The Usurer - 1910 : Wilful Peggy - 1910 : The Modern Prodigal - 1910 : Muggsy Becomes a Hero - 1910 : The Affair of an Egg - 1910 : Little Angels of Luck - 1910 : The Oath and the Man - 1910 : A Gold Necklace - 1910 : That Chink at Golden Gulch - 1910 : The Masher - 1910 : A Lucky Toothache - 1910 : The Broken Doll - 1910 : The Banker's Daughters - 1910 : The Message of the Violin - 1910 : Waiter No. 5 - 1910 : The Fugitive - 1910 : Simple Charity - 1910 : The Song of the Wildwood Flute - 1910 : A Plain Song - 1910 : A Child's Stratagem - 1910 : Happy Jack, a Hero - 1910 : The Lesson - 1911 : The Two Paths - 1911 : When a Man Loves - 1911 : Help Wanted - 1911 : His Trust - 1911 : His Trust Fulfilled - 1911 : The Poor Sick Men - 1911 : A Wreath of Orange Blossoms - 1911 : Conscience - 1911 : Comrades - 1911 : Was He a Coward? - 1911 : Teaching Dad to Like Her, de Frank Powell - 1911 : The Lonedale Operator - 1911 : The Broken Cross - 1911 : The Chief's Daughter, de D.W. Griffith - 1911 : A Knight of the Road - 1911 : The Two Sides - 1911 : In the Days of '49 - 1911 : The New Dress - 1911 : The Crooked Road | - 1911 : Dave's Love Affair - 1911 : Enoch Arden: Part II - 1911 : The Primal Call - 1911 : Fighting Blood - 1911 : The Wonderful Eye - 1911 : The Jealous Husband - 1911 : The Ghost, de Mack Sennett - 1911 : La Dernière Goutte d'eau - 1911 : Mr. Peck Goes Calling - 1911 : The Diving Girl, de Mack Sennett - 1911 : The Baron - 1911 : Mr. Bragg, a Fugitive - 1911 : The Making of a Man - 1911 : The Adventures of Billy - 1911 : The Long Road - 1911 : A Victim of Circumstances - 1911 : The Battle, de D. W. Griffith - 1911 : Won Through a Medium - 1911 : Dooley's Scheme - 1911 : Through Darkened Vales - 1911 : The Failure - 1911 : Her Pet - 1912 : Who Got the Reward - 1912 : For His Son - 1912 : The Fatal Chocolate - 1912 : The Sunbeam - 1912 : A Message from the Moon - 1912 : A String of Pearls - 1912 : A Spanish Dilemma - 1912 : The Engagement Ring - 1912 : A Voice from the Deep, de Mack Sennett - 1912 : Hot Stuff - 1912 : Those Hicksville Boys - 1912 : Oh, Those Eyes - 1912 : Their First Kidnapping Case - 1912 : Help! Help! - 1912 : Won by a Fish, de Mack Sennett - 1912 : The Brave Hunter - 1912 : The Leading Man - 1912 : The Fickle Spaniard - 1912 : When the Fire-Bells Rang - 1912 : The Furs - 1912 : Helen's Marriage - 1912 : A Close Call, de Mack Sennett - 1912 : Algy the Watchman - 1912 : Trying to Fool Uncle - 1912 : The Speed Demon - 1912 : Tragedy of the Dress Suit - 1912 : Stern Papa - 1912 : A Mixed Affair, de Dell Henderson - 1912 : A Disappointed Mama, de Dell Henderson - 1912 : A Real Estate Deal - 1912 : The Divorcee - 1913 : Kissing Kate, de Dell Henderson - 1913 : The Masher Cop - 1913 : La matanza - 1913 : A Girl's Stratagem - 1913 : The Power of the Camera - 1913 : The Daylight Burglar - 1913 : Blame the Wife - 1913 : Jenks Becomes a Desperate Character - 1913 : The Mothering Heart - 1913 : While the Count Goes Bathing - 1913 : The Widow's Kids - 1913 : Papa's Baby - 1913 : The Suffragette Minstrels - 1913 : The Battle at Elderbush Gulch - 1914 : The Fall of Muscle-Bound Hicks - 1914 : His Loving Spouse - 1914 : The Genius - 1915 : For Better - But Worse - 1915 : Those Bitter Sweets - 1915 : Divorcons, de Dell Henderson - 1916 : The Rejuvenation of Aunt Mary, de Edward Dillon - 1916 : A Bath House Blunder - 1916 : Intolerancia, de D. W. Griffith - 1917 : The Late Lamented |

#### Años 1920
| - 1926 : The Clinging Vine - 1927 : Getting Gertie's Garter - 1928 : The Crowd, de King Vidor - 1928 : The Patsy, de King Vidor - 1928 : Three-Ring Marriage - 1928 : Is Everybody Happy? | - 1928 : The Power of the Press - 1928 : Show People, de King Vidor - 1928 : Riley the Cop - 1929 : Off to Buffalo - 1929 : Wrong Again, de Leo McCarey |

#### Años 1930
| - 1930 : Noche de duendes - 1930 : Hit the Deck - 1930 : The Dear Slayer - 1930 : Whispering Whoopee - 1930 : All Teed Up - 1930 : The Sins of the Children - 1930 : Fast Work - 1930 : The Laurel-Hardy Murder Case, de James Parrott - 1930 : Dollar Dizzy - 1930 : Bigger and Better - 1930 : Looser Than Loose - 1930 : Up a Tree - 1930 : Playthings of Hollywood - 1931 : Helping Grandma - 1931 : Thundering Tenors - 1931 : The Easiest Way - 1931 : Windy Riley Goes Hollywood - 1931 : Hello Napoleon - 1931 : Newly Rich - 1931 : Skip the Maloo! - 1931 : One Hundred Dollars - 1931 : The Champ, de King Vidor - 1932 : Free Eats - 1932 : Choo-Choo! - 1932 : In Walked Charley - 1932 : The Son-Daughter - 1932 : Mr. Bride - 1933 : Thru Thin and Thicket; or, Who's Zoo in Africa - 1933 : On Your Guard - 1933 : Goldie Gets Along - 1933 : From Hell to Heaven - 1933 : Lost in Limehouse - 1933 : The Cohens and Kellys in Trouble - 1933 : I Have Lived - 1933 : The Big Brain - 1933 : Too Much Harmony - 1933 : Rainbow Over Broadway - 1933 : Lone Cowboy - 1934 : Search for Beauty - 1934 : Bolero, de Wesley Ruggles - 1934 : You're Telling Me! - 1934 : Bottoms Up - 1934 : The Old Fashioned Way - 1934 : The Notorious Sophie Lang - 1934 : Something Simple - 1934 : Men in Black - 1934 : The Lemon Drop Kid | - 1934 : Mrs. Wiggs of the Cabbage Patch - 1934 : It's a Gift, de Norman Z. McLeod - 1934 : The Marines Are Coming - 1935 : Mystery Man - 1935 : Ruggles of Red Gap, de Leo McCarey - 1935 : Black Sheep - 1935 : The Daring Young Man - 1935 : Hot Tip - 1935 : Diamond Jim - 1935 : Steamboat Round the Bend, de John Ford - 1935 : Slightly Static - 1935 : Little Big Shot - 1935 : Here Comes Cookie - 1935 : Thunder in the Night - 1935 : Navy Wife - 1935 : The Case of the Lucky Legs - 1935 : This Is the Life, de Marshall Neilan - 1935 : Three Kids and a Queen - 1935 : Fighting Youth - 1935 : I Found Stella Parish, de Mervyn LeRoy - 1935 : Grand Exit - 1935 : Hitch Hike Lady - 1936 : A Message to Garcia - 1936 : Poppy - 1936 : The Texas Rangers - 1936 : Our Relations, de Harry Lachman - 1937 : We Who Are About to Die - 1937 : Bars and Stripes - 1937 : Make Way for Tomorrow, de Leo McCarey - 1937 : The Grand Bounce - 1937 : Love in a Bungalow - 1937 : High, Wide, and Handsome, de Rouben Mamoulian - 1937 : Artists & Models - 1937 : This Way Please - 1937 : Partners in Crime - 1937 : The Awful Truth, de Leo McCarey - 1937 : Wells Fargo - 1938 : Arsène Lupin Returns - 1938 : The Girl of the Golden West - 1938 : Goodbye Broadway - 1938 : Men with Wings - 1938 : Sing You Sinners - 1938 : Rebellious Daughters - 1939 : Tú y yo, de Leo McCarey - 1939 : Frontier Marshal - 1939 : 5th Ave Girl |

#### Años 1940
| - 1940 : Abe Lincoln in Illinois, de John Cromwell - 1940 : Little Orvie - 1940 : If I Had My Way - 1940 : You Can't Fool Your Wife - 1940 : Millionaires in Prison - 1940 : Stranger on the Third Floor, de Boris Ingster - 1940 : Young People - 1941 : Hurry, Charlie, Hurry, de Charles E. Roberts - 1941 : De corazón a corazón, de Mervyn LeRoy - 1941 : Look Who's Laughing - 1942 : A Gentleman at Heart - 1942 : El mayor y la menor, de Billy Wilder - 1942 : Here We Go Again - 1942 : Once Upon a Honeymoon, de Leo McCarey - 1943 : Slightly Dangerous, de Wesley Ruggles - 1943 : Dixie, de A. Edward Sutherland - 1943 : Du Barry Was a Lady, de Roy Del Ruth - 1944 : Broadway Rhythm - 1944 : Meet the People - 1944 : Atlantic City | - 1944 : Wilson, de Henry King - 1944 : Casanova Brown, de Sam Wood - 1944 : The Big Noise - 1944 : An American Romance - 1944 : Nothing But Trouble - 1944 : The Missing Juror - 1945 : This Man's Navy - 1945 : Twice Blessed - 1945 : The Hidden Eye - 1945 : Abbott and Costello in Hollywood - 1946 : The Great Morgan - 1946 : Undercurrent, de Vincente Minnelli - 1947 : The Mighty McGurk - 1947 : A Really Important Person - 1947 : It Happened in Brooklyn - 1948 : Big City - 1948 : El estado de la Unión, de Frank Capra - 1949 : Neptune's Daughter - 1949 : Once More, My Darling |

#### Años 1950
| - 1950 : Annie Get Your Gun, de George Sidney - 1950 : Shadow on the Wall | - 1950 : Louisa |

### Director
| - 1911 : Comrades - 1911 : Mr. Peck Goes Calling - 1912 : The Fickle Spaniard - 1912 : Through Dumb Luck - 1912 : Mr. Grouch at the Seashore - 1912 : Getting Rid of Trouble - 1912 : Love's Messenger - 1912 : A Mixed Affair - 1912 : A Disappointed Mama - 1912 : A Ten-Karat Hero - 1912 : The Line at Hogan's - 1912 : A Limited Divorce - 1912 : Like the Cat, They Came Back - 1912 : A Real Estate Deal - 1912 : At the Basket Picnic - 1912 : His Auto's Maiden Trip - 1912 : The Club-Man and the Crook - 1912 : Their Idols - 1912 : Hoist on His Own Petard - 1912 : After the Honeymoon - 1912 : She Is a Pippin - 1912 : Jinx's Birthday Party - 1912 : Papering the Den - 1912 : The Divorcee - 1912 : A Day's Outing - 1912 : Bill Bogg's Windfall - 1913 : The Bite of a Snake - 1913 : The Best Man Wins - 1913 : Kissing Kate - 1913 : The High Cost of Reduction - 1913 : What Is the Use of Repining? - 1913 : The Masher Cop - 1913 : The Press Gang - 1913 : Oh, What a Boob! - 1913 : A Father's Lesson - 1913 : An Up-to-Date Lochinvar - 1913 : There Were Hoboes Three - 1913 : A Queer Elopement - 1913 : Look Not Upon the Wine - 1913 : Tightwad's Predicament - 1913 : The Spring of Life - 1913 : The Power of the Camera - 1913 : A Delivery Package - 1913 : The Old Gray Mare - 1913 : All Hail to the King - 1913 : Their One Good Suit - 1913 : Edwin Masquerades - 1913 : An 'Uncle Tom's Cabin' Troupe - 1913 : A Lesson to Mashers - 1913 : A Horse on Bill - 1913 : He Had a Guess Coming - 1913 : A Ragtime Romance - 1913 : The Cure - 1913 : The Daylight Burglar - 1913 : Blame the Wife - 1913 : Frappe Love - 1913 : The Coveted Prize - 1913 : A Rainy Day - 1913 : The King and the Copper - 1913 : The Hicksville Epicure - 1913 : Cinderella and the Boob - 1913 : The Trimmers Trimmed - 1913 : Highbrow Love - 1913 : Slippery Slim Repents - 1913 : Just Kids - 1913 : Red Hicks Defies the World - 1913 : Jenks Becomes a Desperate Character - 1913 : The Rise and Fall of McDoo - 1913 : Almost a Wild Man - 1913 : Master Jefferson Green - 1913 : A Compromising Complication - 1913 : An Old Maid's Deception - 1913 : Faust and the Lily - 1913 : A Sea Dog's Love - 1913 : The Noisy Suitors - 1913 : The Sweat-Box - 1913 : A Chinese Puzzle - 1913 : While the Count Goes Bathing - 1913 : Pa Says - 1913 : Those Little Flowers - 1913 : Mr. Spriggs Buys a Dog - 1913 : The Widow's Kids - 1913 : Cupid and the Cook - 1913 : Papa's Baby - 1913 : Come Seben, Leben - 1913 : The Suffragette Minstrels - 1913 : Father's Chicken Dinner - 1913 : Objections Overruled - 1913 : Black and White - 1913 : Edwin's Badge of Honor - 1913 : Among Club Fellows - 1913 : A Woman in the Ultimate - 1913 : A Modest Hero - 1913 : The Lady in Black - 1913 : Baby Indisposed - 1913 : Dan Greegan's Ghost - 1913 : For the Son of the House - 1913 : The Club Cure - 1914 : A Motorcycle Elopement - 1914 : Liberty Belles - 1914 : How They Struck Oil - 1914 : If It Were Not for Polly - 1914 : As It Might Have Been | - 1914 : A Bunch of Flowers - 1914 : Gentleman or Thief - 1914 : A Gambling Rube - 1914 : When Ruben Fooled the Bandits - 1914 : The Road to Plaindale - 1914 : Our Country Cousin - 1914 : The Eavesdropper - 1914 : Caught in Tights - 1914 : Soldiers of Misfortune - 1914 : The Game of Freeze-Out - 1914 : Love, Loot and Liquor - 1914 : Murphy and the Mermaids - 1914 : The Fall of Muscle-Bound Hicks - 1914 : The Gold Thief - 1914 : A First Class Cook - 1914 : The Man Hunters - 1914 : Meeting Mr. Jones - 1914 : Dash, Love and Splash - 1914 : His Loving Spouse - 1914 : The Squashville School - 1914 : Shot in the Excitement - 1914 : The Genius - 1914 : Cursed by His Beauty - 1914 : 'Curses!' They Remarked - 1914 : A Regular Rip - 1914 : Getting the Sack - 1914 : His Wife's Pet - 1914 : Henpeck Gets a Night Off - 1914 : A Fowl Deed - 1914 : Among the Mourners - 1914 : Making Them Cough Up - 1914 : Bertha, the Buttonhole-Maker - 1914 : Other People's Business - 1914 : The Plumber - 1914 : Diogenes Weekly No. 13 - 1914 : Ambrose's First Falsehood - 1914 : Red Dye - 1914 : A Natural Mistake - 1914 : A Matter of Court - 1914 : Gussle, the Golfer - 1915 : Droppington's Family Tree - 1915 : Diogenes Weekly No. 23 - 1915 : Ye Olden Grafter - 1915 : His Own Hero - 1915 : His Luckless Love - 1915 : Saved from the Vampire - 1915 : A Stop-Off in New Mexico - 1915 : Gussle Rivals Jonah - 1915 : Droppington's Devilish Deed - 1915 : When Villains Wait - 1915 : A Janitor's Wife's Temptation - 1916 : The Great Pearl Tangle - 1916 : Because He Loved Her - 1916 : Perils of the Park - 1916 : Kennedy Square - 1916 : Wife and Auto Trouble - 1916 : A Bath House Blunder - 1916 : A Spring Chicken - 1916 : Rolling Stones - 1916 : The Kiss - 1916 : A Coney Island Princess - 1917 : A Girl Like That - 1917 : Outcast - 1917 : The Runaway - 1917 : The Beautiful Adventure - 1917 : Please Help Emily - 1917 : Her Second Husband - 1918 : The Impostor - 1918 : Who Loved Him Best? - 1918 : My Wife - 1918 : The Golden Wall - 1918 : The Beloved Blackmailer - 1918 : By Hook or Crook - 1918 : The Road to France - 1918 : Hitting the Trail - 1919 : Love in a Hurry - 1919 : Courage for Two - 1919 : Hit or Miss - 1919 : Three Green Eyes - 1919 : The Social Pirate - 1920 : The Shark - 1920 : The Dead Line - 1920 : The Servant Question - 1920 : The Plunger - 1921 : Dead or Alive - 1921 : Dynamite Allen - 1921 : The Girl from Porcupine - 1922 : The Broken Silence - 1922 : Sure-Fire Flint - 1923 : Jacqueline, or Blazing Barriers - 1924 : The Love Bandit - 1924 : Gambling Wives - 1924 : One Law for the Woman - 1924 : Battling Brewster - 1925 : Defend Yourself - 1925 : Quick Change - 1925 : The Bad Lands - 1925 : Pursued - 1925 : Rough Stuff - 1925 : Accused - 1926 : The Pay-Off - 1927 : The Rambling Ranger |

### Guionista
| - 1910 : The Modern Prodigal - 1910 : Not So Bad as It Seemed - 1910 : Happy Jack, a Hero - 1910 : The Lesson - 1911 : A Knight of the Road - 1911 : Bobby, the Coward - 1911 : Love in the Hills - 1912 : Hot Stuff - 1912 : The Fickle Spaniard | - 1912 : A Voice from the Deep - 1912 : Neighbors - 1912 : Katchem Kate - 1912 : A Dash Through the Clouds - 1912 : What the Doctor Ordered - 1913 : The High Cost of Reduction - 1914 : As It Might Have Been - 1928 : Galloping Ghosts |

### Productor
- 1917 : Outcast